# Schmuel Archevolti
Schmuel (ben Elchanan Ja'akov) Archevolti (hebr. שמואל ארקוולטי) (* um 1515/1530 in Cesena; † 1611) war ein jüdischer Grammatiker und Dichter in Italien.
Archevolti wurde in Cesena in der Romagna geboren. Den Großteil seines Lebens verbrachte er allerdings in Padua, wo er Leiter der Jeschiwa, Sekretär der Gemeinde und Av Bet Din war. Aufenthalte in Bologna und Venedig, wo er als Korrektor wirkte, sind ebenfalls nachgewiesen. Archevolti studierte in seiner Jugend bei Meir Katzenellenbogen. Sein bedeutendster Schüler ist Leone da Modena.

## Werke
Zu den bedeutendsten Werken Schmuel Archevoltis zählen seine He'arot le-Sefer he-Aruch – Anmerkungen zum Aruch des Nathan ben Jechiel (Erstdruck Venedig 1553) sowie Arugat ha-Bosem, eine hebräische Grammatik mit 32 Kapiteln (dt. „Das Gewürzbeet“; Erstdruck Venedig 1602). In den ersten 25 Kapiteln dieser Schrift befasst sich Archevolti mit den Grundlagen der hebräischen Sprache, anschließend mit ihren poetischen Ausformungen. So diskutiert er die Akzente und die Metrik, u. a. anhand eigener Modelldichtungen. Das 30. Kapitel beschäftigt sich mit hebräischer Krypto- und Steganographie. Johann Buxtorf der Jüngere übersetzte es ins Lateinische und fügte es seiner Übersetzung des Kusari von Jehuda ha-Levi bei (Basel 1660).
Daneben gibt es eine Reihe von Sonetten, die bisher nur verstreut publiziert sind. Einige finden sich bei Dvora Bregman: A Bundle of Gold: Hebrew Sonetts from the Renaissance and the Baroque. Jerusalem/Beer Sheva 1997.